# سامانثا بيزيك
سامانثا نيكول بيزيك (بالانجليزية: Samantha Nicole Peszek) هي لاعبة جمباز أمريكية في الفريق النسائي الأمريكي، حصلت على الميدالية الذهبية في بطولة العالم للجمباز لعام 2007، كما حصلت على الميدالية الفضية للجمباز سيدات في اولمبياد بكين 2008، و لكن بعد بطولة الجماز الفرقية للسيدات اصيبت في الكاحل مما منعها من المشاركة في المسابقات الفردية. ولكنها قالت بأنها تحب أن تكمل مسيرتها في رياضة الجمباز. تنتمي سامانثا إلى الكنيسة الرومانية الكاثوليكية.
بعد أن أكملت حياتها المهنية كلاعبة جمباز من النخبة، تنافست سمانثا ضمن الرابطة الوطنية لرياضة الجامعات في فريق الجمباز الفني النسائي في جامعة كاليفورنيا (لوس أنجلوس). في موسمها الأول كلاعبة جمباز جامعية، أصبحت بطلة وطنية على عارضة التوازن إلى جانب لقبها الفردي؛ وهو إنجاز كررته في عام 2015، وهو العام الذي تقاعدت فيه.

## السيرة الذاتية
ولدت سامانثا في 14 كانون الأول 1991، في ماكوردسفيل إنديانا، الولايات المتحدة. وهي ابنة إد ولوان بيسزيك، ولديها أخت صغرى اسمها جيسيكا، وهي أيضًا لاعبة جمباز. كان والديها رياضيين في جامعة إلينوي، ولعبت والدتها لسنوات في الاتحاد الأمريكي للجمباز في إنديانابوليس.
بدأت ممارسة الجمباز في سن الثالثة في مدرسة ديفو للجمباز. بعد الألعاب الأولمبية غيرت سامانثا النادي بعدما قرر مدربها بيتر تشاو الاعتزال. خلال سنواتها الأخيرة كلاعبة جمباز محترفة، تدربت في أكاديمية شارب للجمباز، وهي نفس الصالة الرياضية التي حضرتها زميلتها في الفريق الأولمبي بريدجيت سلون أيضًا.
نشأ سامانثا في العقيدة الكاثوليكية، وتخرجت في عام 2010 من مدرسة الكاتدرائية الثانوية الخاصة في إنديانابوليس. في عام 2011 التحقت بجامعة كاليفورنيا في لوس أنجلوس لدراسة الاتصالات، حيث تخرجت برتبة الشرف في عام 2015.  في ذلك العام اعتزلت نهائيًا من منافسات الجمباز.
بعد تخرجها وإنهاء مسيرتها كلاعبة جمباز ، وقعت سامانثا كمعلقة في شبكة باك-12. وفي عام 2015 أسست مع زميلتها في الفريق الأولمبي أليسيا ساكرامون ، منصة جيمباير وهي مجتمع افتراضي متعلق بالرياضة والصحة والتغذية.

## مسيرتها كمبتدئة

### 2004
من بين المسابقات الأولى التي شاركت فيها سامانثا كعضو في منتخب الناشئين، البطولة الودية للولايات المتحدة وكندا، حيث فاز بالميدالية الذهبية مع المنتخب الأمريكي. في عمر 12 عامًا فقط، حبث أصبحت أصغر عضو في المنتخب الوطني تفوز بالميدالية الذهبية.
في عام 2004 شاركت في فئة الناشئين من بطولة الولايات المتحدة الكلاسيكية والبطولة الوطنية، حيث فازت بالميدالية البرونزية في اختبار القفز ضمن بطولة الجمباز.

### 2005
في عام 2005 كانت واحدة من أعضاء الفريق الأمريكي الذي تنافس في البطولة المكسيكية الدولية للجمباز هواة. هناك فازت سامانثا بالميدالية الذهبية في الفريق، ضمن الحركات الفردية الشاملة، والحركات الأرضية، وعارضة التوازن. وفي ذات العام شاركت مرة أخرى في بطولة الولايات المتحدة الكلاسيكية، حيث فازت بالميداليات الفضية في فئة القفز والميدالية البرونزية في الحركات الأرضية؛ وفي البطولة الوطنية تم إعلانها بطلة في الوثب وفازت بالميدالية الفضية.

### 2006
في عامها الأخير كلاعبة جمباز مبتدئة، تم اختيار سامانثا للمشاركة في دورة الألعاب الأمريكية للناشئين التي أقيمت في جاتينو، كندا. هناك كانت بطلة الفريق مع زملائها في المنتخب الوطني. كانت أيضًا البطل الفردي في الحركات الأرضية وأيضا احتلت المرتبة الثانية في القفز.
أما بالنسبة للمسابقات المحلية، فقد شاركت بيسزيك في بطولة أمريكا الكلاسيكية حيث فازت بالميدالية الذهبية في القفز والحركات الأرضية، والميدالية الفضية في عارضة التوازن ضمن الصنف الفردي، أما في البطولات الوطنية فقد حققت المرتبة الثانية في القفز. والثالثة في عارضة التوازن ضمن الصنف الفردي.

## مسيرتها كمحترفة

### 2007
في عام 2007، خلال موسمها الأول كلاعبة جمباز محترفة، شاركت في دورة الألعاب الأمريكية التي عقدت في ريو دي جانيرو. مع زملائها حيث تأهلت أولاً في نهائي الفريق، متقدمة على منتخبي البرازيل وكندا. أما في البطولات الوطنية التي أقيمت في سان خوسيه، كاليفورنيا، فقد احتلت المركز السابع في النهائي فردي، والتاسع في عارضة التوازن، والعاشر على منصة القفز والأرضيات غير المستوية. كما شاركت في كأس أمريكا التي أقيمت في جاكسونفيل، حيث احتلت المركز الخامس في النهائي فردي.
في أغسطس 2007، تم اختيارها كعضو في المنتخب الوطني للمشاركة في بطولة العالم للجمباز الفني التي أقيمت في شتوتغارت، ألمانيا. حيث فازت بالميدالية الذهبية في نهائي الفريق إلى جانب زملائها ناستيا ليوكين، شون جونسون، إيفانا هونغ، أليسيا ساكراموني، بريدجيت سلون، وشايلا وورلي.

### 2008
كانت المنافسة الأولى التي شاركت فيها سامانثا عام 2008 هي بطولة الكأس الأمريكية التي أقيمت في نيويورك، وقد واحتلت المركز الثالث في المنافسة الفردية الشاملة، خلف زميلاتها في الفريق ناستيا ليوكين وشون جونسون.
في البطولة الوطنية التي أقيمت في بوسطن، احتلت سامانثا المرتبة الرابعة في المسابقات الفردية الشاملة، والخامسة على عارضة التوازن، والسادسة على القضبان غير المستوية، والعاشرة على الحركات الارضية.
بعد عروضها الرائعة، شاركت بيسزيك في الاختبارات الأولية لاختيار الفريق الأولمبي (التجارب الأولمبية)، حيث تم اختيارها كواحدة من لاعبي الجمباز في الفريق الأولمبي الأمريكي جنبًا إلى جنب مع كل من ناستيا ليوكين وشون جونسون وتشيلسي ميميل وأليسيا ساكرامون. بريدجيت سلون.

#### أولمبياد بكين 2008
في أغسطس 2008، شاركت سامانثا في أولمبياد بكين 2008. في يوم التصفيات كان عليها المشاركة في جميع المسابقات الأربعة، حيث اصيبت بالواء في كاحلها خلال الإحماء، مما منعها من المشاركة في جمسع المسابقات واكتفت بالمشاركة في مسابقة عارضة التوازن. كانت بيسزيك ثاني مشاركة تصاب في الألعاب الأولمبية. حيث أصيبت قبل ذلك زميلتها تشيلسي ميميل أيضًا. وعلى الرغم من إصابتها، لم يتم استبدال سامانثا بأي لاعبة جمباز احتياطية وفازت بالميدالية الفضية إلى جانب زملائها في الفريق.

### 2009
بعد الألعاب الأولمبية، غابت بيسزيك عن المنافسة حتى عام 2009 بسبب إصابتها بالكاحل. حيث عادت إلى الظهور في بطولة الولايات المتحدة الكلاسيكية، وقد تأهلت إلى المركز الثاني في الحركات الارضية.
تنافست لاحقًا في البطولات الوطنية لمحاولة الحصول على مكان لتكون جزءًا من الفريق الذي سيشارك لاحقًا في بطولة العالم للجمباز الفني، وفي ذلك العام تمكنت من احتلال المرتبة الثانية على عارضة التوازن والسابعة على الحركات الأرضية؛ وتمكنت من حجز مقعد كواحدة من المتأهلين للتصفيات النهائية لتشكيل المنتخب الوطني. إلا انها قررت التخلي عن اختيارها لاجل الخضوع لعملية جراحية لإصابة في الكتف.

## المسار الجامعي
بعد التعافي من إصابتها، بدأت سامانثا مسيرتها الجامعية في عام 2011 في جامعة كاليفورنيا، لوس أنجلوس لدراسة الاتصالات. بالإضافة إلى ذلك، انضمت أيضًا إلى فريق الانضباط في الجمباز الفني بالجامعة.
ظهرت لأول مرة كلاعبة جمباز جماعية في 11 فبراير 2011 في لقاء بين فريق أشبال جامعة كاليفورنيا وفرق من جامعتي ولاية أوريغون وستانفورد؛ الذي شاركت فيه فقط في اختبار القضبان غير المستوية. في أول موسم لها كلاعبة جمباز جامعية ، فازت بيسزيك بلقب عارضة التوازن من الرابطة الوطنية لرياضة الجامعات. كانت أول لاعبة جمباز تقوم بلفة خلفية كاملة في تاريخ المسابقة.
في 8 يناير 2012، ظهرت لأول مرة ضد جامعة يوتا كلاعبة جمباز جامعية في الصنف الفردي، والتي حقق فيها مجموع نقاط بلغ 39.450. وأكملت موسمها الثاني بالمرتبة السابعة على عارضة التوازن.
في عام 2013، علقت مشاركتها في المسابقات الجامعية من أجل تمديد عوضيتها في الرابطة الوطنية لرياضة الجامعات إلى ما بعد السنوات الأربع المنصوص عليها. وقد اتخذت هذا القرار بعد تعرضها لإصابة في وتر العرقوب خلال فترة ما قبل الموسم.
في عام 2014 عادت للمنافسة في الرابطة الوطنية لرياضة الجامعات بعد تغلبها على الإصابة. ظهر في المباراة الأولى للموسم ضد فريق فلوريدا جاتورز، في 11 يناير 2014.
في  فبراير 2014 ، خلال المباراة ضد ولاية أريزونا ، حصل سامانثا على أول 10/10 من مسيرتها الجامعية في حركة القضبان الموازية. وفي مسابقة ثلاثية ضد ولاية يوتا وبولينج جرين، حصلت على درجات رياضية جامعية عالية 40/39.70 في كل من (الحركات الارضية: 9.950 ؛ منصة القفز: 9.975 ؛ الشريط: 9.925 ؛ الحركات الشاملة: 9.850). وفي مارس من نفس العام شاركت في الصنف الفردي من بطولة مؤتمر Pac-12 مع فريقها الذي تأهل رابعًا، وتم إعلانها بطلة عارضة التوازن وحصلت على المركز الثاني في الصنف الفردي.
في عام 2015 ، على الرغم من انتهاء سنواتها القانونية الأربع في الكلية، اختارت سامانثا استخدام عضويتها في الرابطة الوطنية لرياضة الجامعات كطالبة في السنة الخامسة بسبب انها لم تنافس في عام 2013. وقدمت عرضها في 12 يناير في مباراة ضد جامعة ولاية أوريغون. وقد فازت بلقب الرابطة الوطنية لرياضة الجامعات بعد بلوغها النهائي على عارضة التوازن بنتيجة 9.95، وحصلت على ما مجموعه 39.60 في النهائي الشامل.

## الميداليات
| السنة | البطولة                                | الفريق          | AA              | VT              | UB              | BB            | FX              |
| ----- | -------------------------------------- | --------------- | --------------- | --------------- | --------------- | ------------- | --------------- |
| 2004  | الولايات المتحدة وكندا ودية            | ميدالية ذهبية   |                 |                 |                 |               |                 |
| 2004  | الولايات المتحدة كلاسيك                |                 | 11              | 7               |                 |               | 10              |
| 2004  | كامبيوناتو جونيور الوطنية              |                 | 8               | ميدالية برونزية | 10              |               | 9               |
| 2005  | البطولة المكسيكية الدولية للجمباز هواة | ميدالية ذهبية   | ميدالية ذهبية   | ميدالية ذهبية   |                 |               | ميدالية ذهبية   |
| 2005  | الولايات المتحدة كلاسيك                |                 | 8               | ميدالية فضية    |                 | 9             | ميدالية برونزية |
| 2005  | البطولة الوطنية للناشئين               |                 | 7               | ميدالية ذهبية   |                 |               | ميدالية فضية    |
| 2006  | جيمنيكس الدولية                        |                 | ميدالية ذهبية   | ميدالية ذهبية   | ميدالية برونزية |               |                 |
| 2006  | بطولة عموم أمريكا                      | ميدالية ذهبية   | 4               | ميدالية فضية    |                 |               | ميدالية ذهبية   |
| 2006  | الولايات المتحدة كلاسيك                |                 | ميدالية فضية    | ميدالية ذهبية   | 4               | ميدالية فضية  | ميدالية ذهبية   |
| 2006  | كامبيوناتو جونيور الوطنية              |                 | ميدالية برونزية | ميدالية فضية    | ميدالية برونزية | 7             | 5               |
| 2007  | ودية الولايات المتحدة وبريطانيا العظمى | ميدالية ذهبية   | ميدالية برونزية | ميدالية ذهبية   |                 | ميدالية فضية  | ميدالية ذهبية   |
| 2007  | العاب بان امريكا                       | ميدالية ذهبية   |                 |                 |                 |               |                 |
| 2007  | البطولة الدولية                        |                 | 7               |                 | 10              | 9             | 10              |
| 2007  | بطولة العالم                           | ميدالية ذهبية   |                 |                 |                 |               |                 |
| 2008  | الكأس الأمريكية                        |                 | ميدالية برونزية |                 |                 |               |                 |
| 2008  | البطولة الدولية                        |                 | 4               |                 | 6               | 5             | 10              |
| 2008  | المنافسات الأولمبية                    |                 | 4               | 4               | 6               | 4             | ميدالية فضية    |
| 2008  | الألعاب الأولمبية                      | ميدالية فضية    |                 |                 |                 |               |                 |
| 2009  | الولايات المتحدة كلاسيك                |                 |                 | ميدالية فضية    |                 |               |                 |
| 2009  | البطولة الدولية                        |                 |                 |                 |                 | ميدالية فضية  | 7               |
| 2011  | الرابطة الوطنية لرياضة الجامعات        | ميدالية فضية    |                 |                 |                 | ميدالية ذهبية |                 |
| 2012  | الرابطة الوطنية لرياضة الجامعات        | ميدالية برونزية |                 |                 |                 | 7             |                 |
| 2014  | الرابطة الوطنية لرياضة الجامعات        |                 | 4               |                 |                 |               |                 |
| 2015  | الرابطة الوطنية لرياضة الجامعات        |                 | ميدالية ذهبية   |                 |                 | ميدالية ذهبية |                 |

ملاحظات: AA = دائرة كاملة فردية. VT = القفز. UB = أشرطة غير مستوية. BB = عارضة التوازن. FX = الحركات الأرضية.

## وصلات خارجية
- سامانثا بيزيك على موقع الاتحاد الدولي للجمباز (licence) (الإنجليزية)
- سامانثا بيزيك على موقع الاتحاد الدولي للجمباز (biography) (الإنجليزية)
- سامانثا بيزيك على موقع الاتحاد الأمريكي للجمباز (الإنجليزية)
- سامانثا بيزيك على موقع اللجنة الأولمبية الدولية (الإنجليزية)
- سامانثا بيزيك على موقع أوليمبيديا (الإنجليزية)
- سامانثا بيزيك على موقع اللجنة الأولمبية والبارالمبية الأمريكية (الإنجليزية)